# Saint-Coutant-le-Grand
Saint-Coutant-le-Grand là một xã ở tỉnh Charente-Maritime thuộc vùng Nouvelle-Aquitaine tây nam nước Pháp.
The river Boutonne forms part of the commune's southern border.
- Xã của tỉnh Charente-Maritime